# Kiwi (canción)
«Kiwi» es una canción del cantante británico Harry Styles. Se lanzó el 31 de octubre de 2017, a través de Erskine y Columbia Records como el tercer y último sencillo de su primer álbum de estudio Harry Styles.

## Antecedentes y lanzamiento
La canción incluye letras sobre cigarrillos, licor, una mujer fatal y una aventura de una noche con una chica. Styles comentó a la BBC Radio 1 que la pista "comenzó como una broma, y ahora es una de mis canciones favoritas. Es una de las primeras que escribí para el álbum cuando estaba obteniendo mucha energía".

## Vídeo musical
El video musical de la canción se estrenó el 8 de noviembre de 2017, dirigido por el dúo Us. Sigue a Styles y a un grupo de niños mientras participan en una gran pelea de pasteles en la escuela primaria Wimbledon Chase. La actriz infantil Beau Gadsdon interpreta al look femenino de Styles en el vídeo.

## Presentaciones en vivo
En mayo de 2017, Styles interpretó «Kiwi» en The Late Late Show with James Corden.  En noviembre, presentó la canción en The X Factor UK,  y en el quinto concierto anual We Can Survive de CBS Radio en el Hollywood Bowl; celebrada en honor del Mes Nacional de Concientización sobre el cáncer de mama con ingresos recaudados para la Coalición de Supervivencia Joven.  El mismo mes, Styles actuó en la pasarela de Victoria's Secret 2017 en el Mercedes-Benz Arena de Shanghái, abriendo el espectáculo con «Kiwi».

## Posicionamiento en listas
| Listas (2017-2018)                   | Mejor posición |
| ------------------------------------ | -------------- |
| Australia (ARIA)                     | 92             |
| Bélgica (Ultratop) Flanders          | 39             |
| Escocia (Official Charts Company)    | 49             |
| Eslovaquia (Singles Digitál Top 100) | 76             |
| Estados Unidos (Mainstream Top 40)   | 40             |
| Irlanda (IRMA)                       | 72             |
| México (México Inglés Airplay)       | 29             |
| Nueva Zelanda Hot Singles (RMNZ)     | 2              |
| Reino Unido (UK Singles Chart)       | 66             |

## Certificaciones
| País (organismo certificador) | Certificación | Unidades certificadas |
| ----------------------------- | ------------- | --------------------- |
| Australia (ARIA)              | Platino       | 70 000                |
| Brasil (Pro-Música Brasil)    | Oro           | 20 000                |
| Canadá (Music Canada)         | Oro           | 40 000                |
| Estados Unidos (RIAA)         | Oro           | 500 000               |
| Reino Unido (BPI)             | Plata         | 200 000               |